# Günter Mentzel

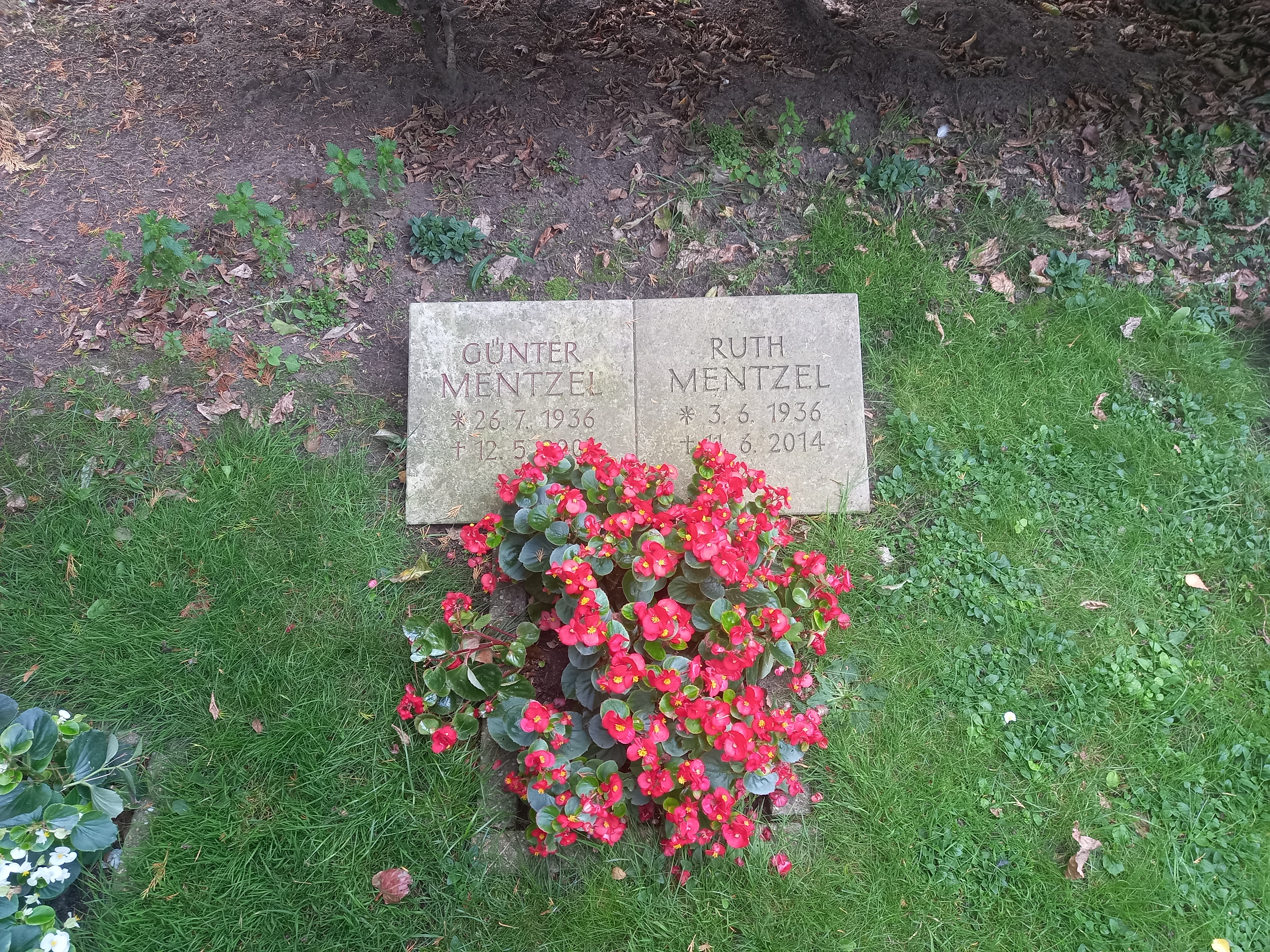
Grab von Günter Mentzel und seiner Ehefrau Ruth auf dem Urnenfriedhof Seestraße in Berlin

Günter Mentzel (* 26. Juli 1936 in Berlin; † 12. Mai 2007 ebenda) war ein deutscher Bauarbeiter. Er war einer der Streikführer beim Aufstand des 17. Juni 1953 in der Deutschen Demokratischen Republik.

## Leben
Mentzel, der zunächst eine Grundschule in Berlin-Mitte besuchte, machte von 1951 bis 1953 eine Maurerlehre beim VEB Industriebau Berlin. Als Lehrling arbeitete er im Juni 1953 auf Block 40 der Baustellen an der damaligen Ost-Berliner Stalinallee. Als sich dort am 15. Juni 1953 der Protest der Arbeiter gegen die Normenerhöhung der damaligen SED-Regierung formierte, wurde Mentzel als 16-Jähriger einer der Streikführer beim DDR-Aufstand im Juni 1953.
Nach der Niederschlagung des Aufstandes den Pressionen der DDR-Führung ausgesetzt, kam Günter Mentzel 1955 über West-Berlin in die Bundesrepublik Deutschland, wo er sich zunächst als Fremdgeschriebener verdingte. Nach seiner Heirat 1960 lebte er zunächst im Ruhrgebiet, ab 1962 wieder in West-Berlin.
Mentzel ist auf dem Ehrenfeld des 17. Juni am Friedhof Seestraße in Berlin-Wedding beigesetzt.